# Bouwmeester Revue

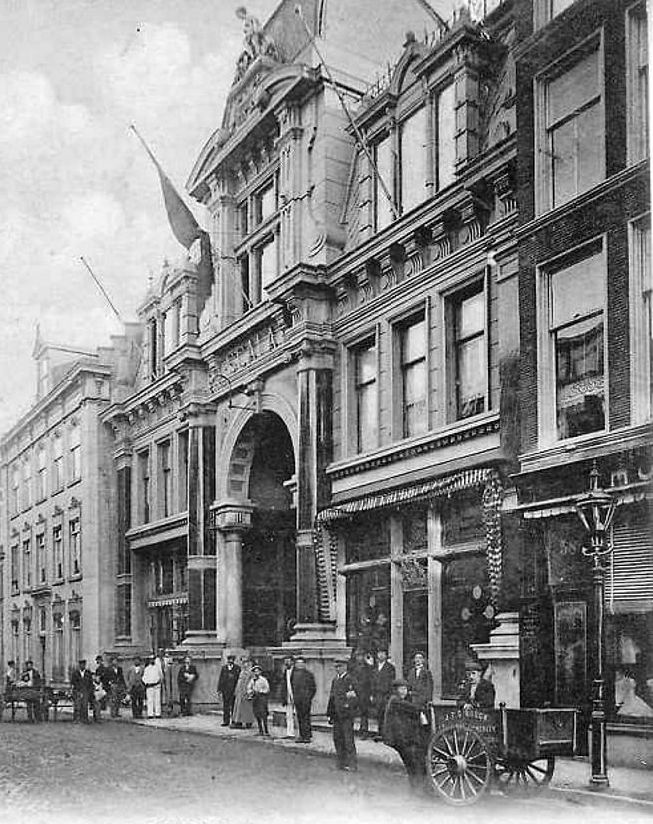
Scala theater in de Wagenstraat, Den Haag rond 1910, waar het gezelschap in de begintijd haar standplaats had.

De Bouwmeester Revue was een variétégezelschap, dat in 1922 werd opgericht door Louis Bouwmeester jr. en zijn standplaats had in de Wagenstraat in Den Haag in het Scala Theater en het latere Louis Bouwmeester Theater (Flora). De voorstellingen werden in productie gebracht onder de namen: Bouwmeester Revue (1922-1956), Bouwmeester Schouwspel (1946 en 1947), Mevrouw L. Bouwmeester-Sandbergen (1939-1941). In 1956 vonden de afscheidsvoorstellingen plaats.

## Geschiedenis
Hoewel het gezelschap Den Haag als thuishaven had, werden tournees door heel het land georganiseerd, waarbij onder meer werden aangedaan het Theater Carré in Amsterdam, Hengelo, de Groote Schouwburg in Rotterdam. De grote brand in het Amsterdamse Paleis voor Volksvlijt in 1929 verwoestte ook de sets van de Bouwmeester Revue.
Sterren die bij de Bouwmeester Revue optraden waren onder anderen: Johan Buziau, Siem Nieuwenhuyzen, Willy Walden, Heintje Davids, Mimi Boesnach, Johan Kaart jr., Aaf Bouber, Henk Bood, Sylvain Poons en Piet Muijselaar.
De programma’s bestonden uit een bonte mix van sketches, liedjes en prachtig aangeklede dansnummers.
De Bouwmeester Revue stond bekend om de enorme investeringen in rijke decors, kostuums en de geëngageerde befaamde buitenlandse balletgroepen.
In 1927 voerden Henri Ter Hall's Eerste Nederlandse Revue Gezelschap en de pas opgerichte Bouwmeester Revue een felle concurrentiestrijd waarbij gesproken kon worden van een 'revueoorlog'.
Na het overlijden van Louis Bouwmeester in 1931, nam Louise Bouwmeester-Sandbergen de leiding van de Bouwmeester Revue over. 
Tal van kunstschilders en beeldhouwers hebben werken gebaseerd op de optredens van de Bouwmeester Revue, zoals Isaac Israëls met de 'Drie revuegirls van de Bouwmeester-revue, Scala, Den Haag' en Fien de la Mar in de Bouwmeester Revue op het toneel van het Scala Theater in Den Haag (1928); Hildo Krop met dans- en toneelmaskers.

## Voorstellingen
Een chronologisch overzicht van de voorstellingen die onder de naam Bouwmeester Revue in première zijn gebracht:  
| Toneelstuk           | Producent         | Datum première       |
| -------------------- | ----------------- | -------------------- |
| Duizend en één lach  | Bouwmeester Revue | 3 oktober 1925       |
| Nou nog mooier       | Bouwmeester Revue | 1 januari 1927       |
| Wonder boven wonder  | Bouwmeester Revue | 1 januari 1929-01-01 |
| Champagne            | Bouwmeester Revue | 1931                 |
| Lachende komedianten | Bouwmeester Revue | 1936                 |
| Knal                 | Bouwmeester Revue | 1 januari 1937       |
| Feest                | Bouwmeester Revue | 1 januari 1938       |
| Neerlands Bloed      | Bouwmeester Revue | 1 januari 1938       |
| Maskerade            | Bouwmeester Revue | 1 april 1943         |
| Het jubileum         | Bouwmeester Revue | 1 januari 1949       |
| Sensatie             | Bouwmeester Revue | 12 juli 1952         |
| Sensatierevue        | Bouwmeester Revue | 1 januari 1953       |
| On Ice               | Bouwmeester Revue | 14 oktober 1953      |

Een chronologisch overzicht van voorstellingen die onder de naam Bouwmeester Schouwspel in première zijn gebracht:
| Toneelstuk               | Producent              | Première         |
| ------------------------ | ---------------------- | ---------------- |
| De lichten zijn weer aan | Bouwmeester Schouwspel | 4 september 1946 |
| 't Is feest vandaag      | Bouwmeester Schouwspel | 1 november 1947  |

Een chronologisch overzicht van voorstellingen die onder de naam Mevrouw L. Bouwmeester-Sandbergen in première zijn gebracht:
| Toneelstuk    | Producent                         | Première         |
| ------------- | --------------------------------- | ---------------- |
| Jolijt        | Mevrouw L. Bouwmeester-Sandbergen | 24 december 1939 |
| Zonder bon    | Mevrouw L. Bouwmeester-Sandbergen | 20 december 1940 |
| Sprookjesland | Mevrouw L. Bouwmeester-Sandbergen | 1 augustus 1941  |